# Stadtpfarrkirche Schladming

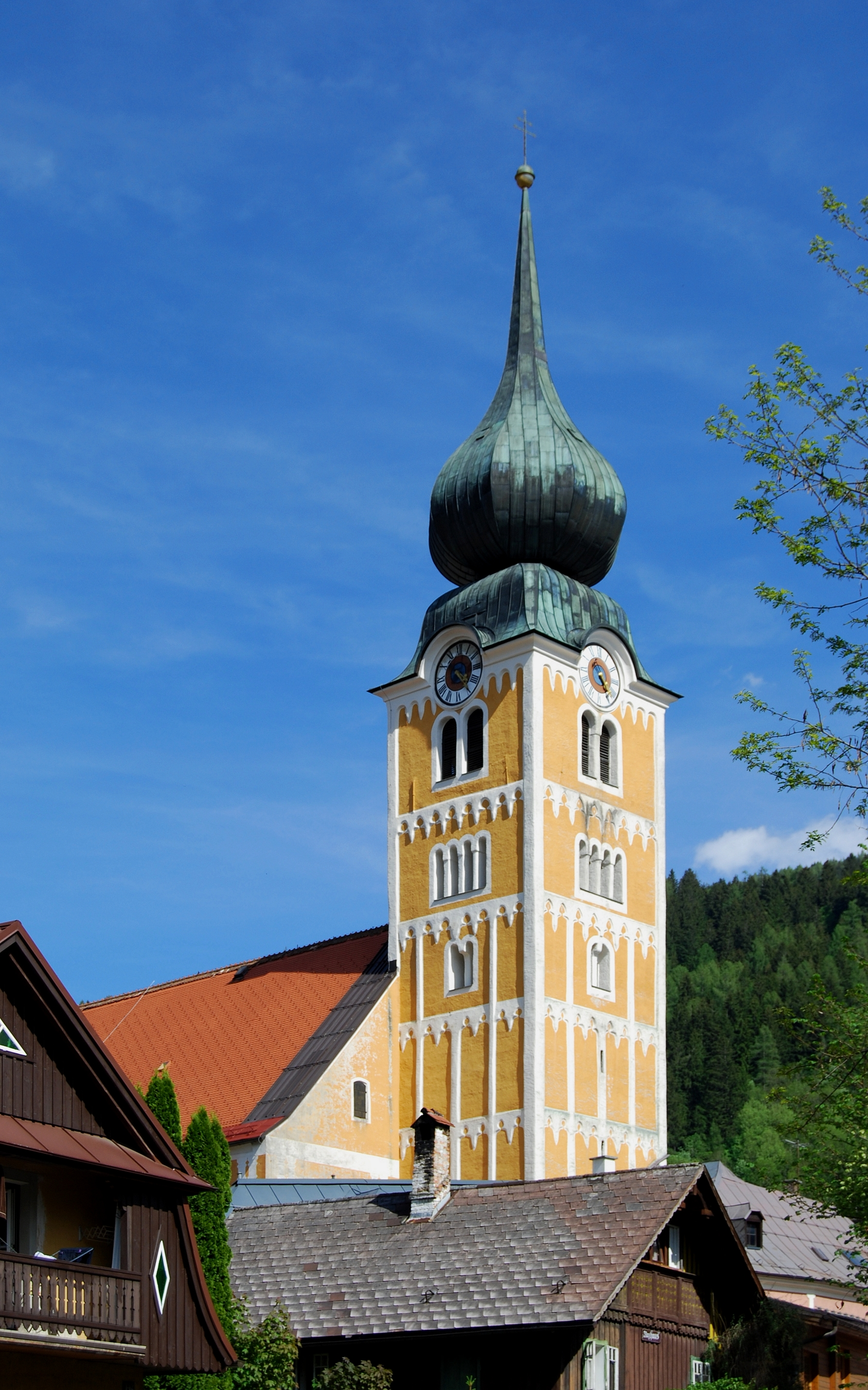
Turm der Stadtpfarrkirche Schladming

Die Stadtpfarrkirche hl. Achaz ist eine römisch-katholische Stadtpfarrkirche in Schladming in der Steiermark.

## Geschichte

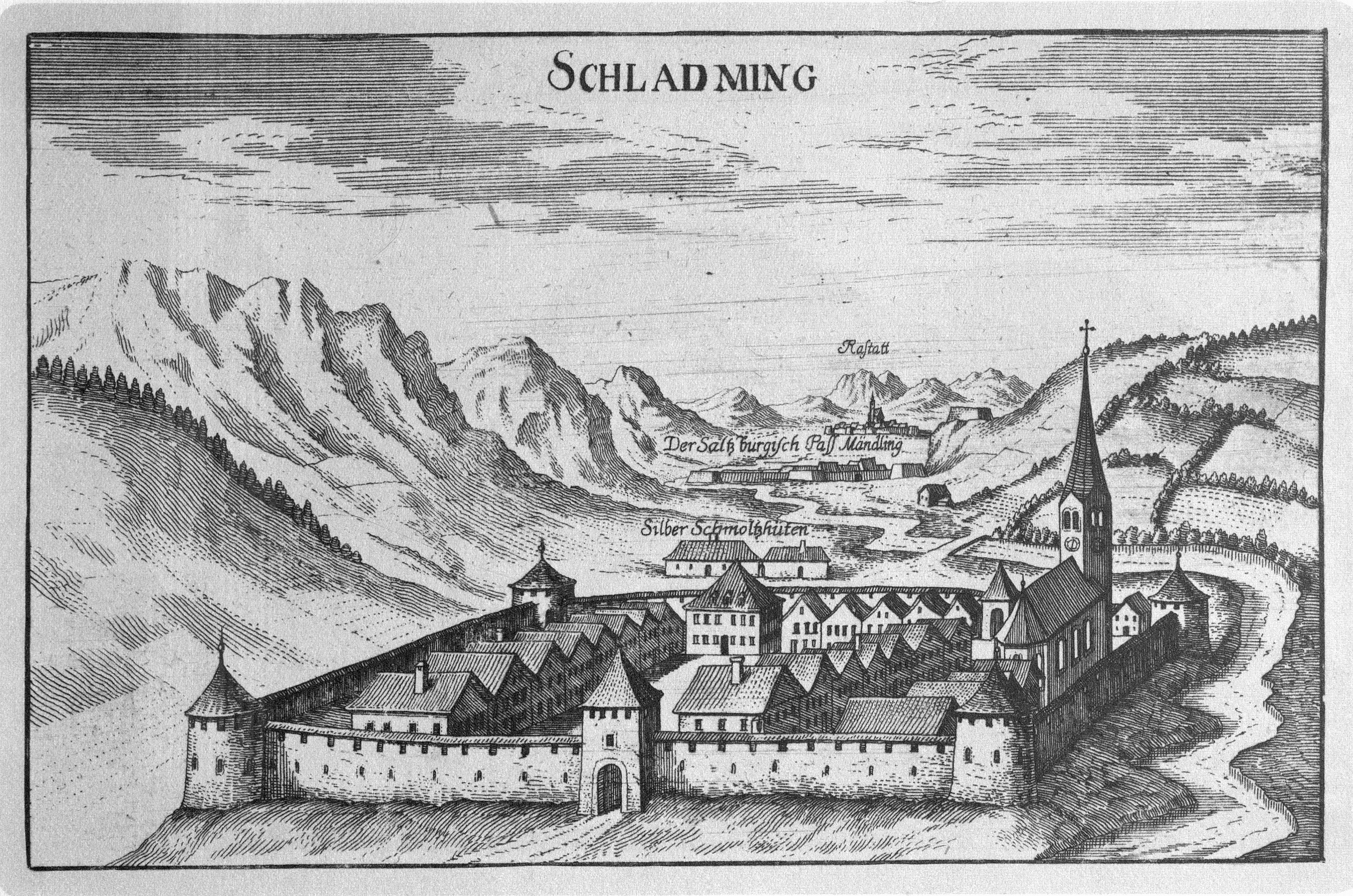
Die Stadtpfarrkirche im mittelalterlichen Stadtbild (1681)

Die in Randlage der mittelalterlichen Stadt neben dem Salzburger Tor errichtete Stadtpfarrkirche trägt das Patrozinium des Ritterheiligen Achatius von Armenien, was auf eine Gründung in der Zeit der Kreuzzüge im 12. oder 13. Jahrhundert verweist. Die erste Weihe einer Kirche als Filialgemeinde der Pfarrkirche Haus im Ennstal ist für das Jahr 1299 belegt. Bereits fünf Jahre nach Luthers Thesenanschlag wurden 1522 in der Stadtpfarrkirche durch hier tätige sächsische Bergarbeiter erste evangelische Gottesdienste gefeiert, die jedoch um 1600 mit der Gegenreformation ein Ende fanden, so dass erst wieder 1857 eine selbstständige evangelische Kirche in Schladming errichtet wurde. In demselben Jahr wurde auch die katholische Stadtpfarrkirche aus ihrer Abhängigkeit von Haus gelöst und zur selbständigen Pfarrei erhoben.
Auf dem zugehörigen Friedhof befindet sich nordöstlich die ursprünglich als Karner genutzte Annakapelle.

## Architektur

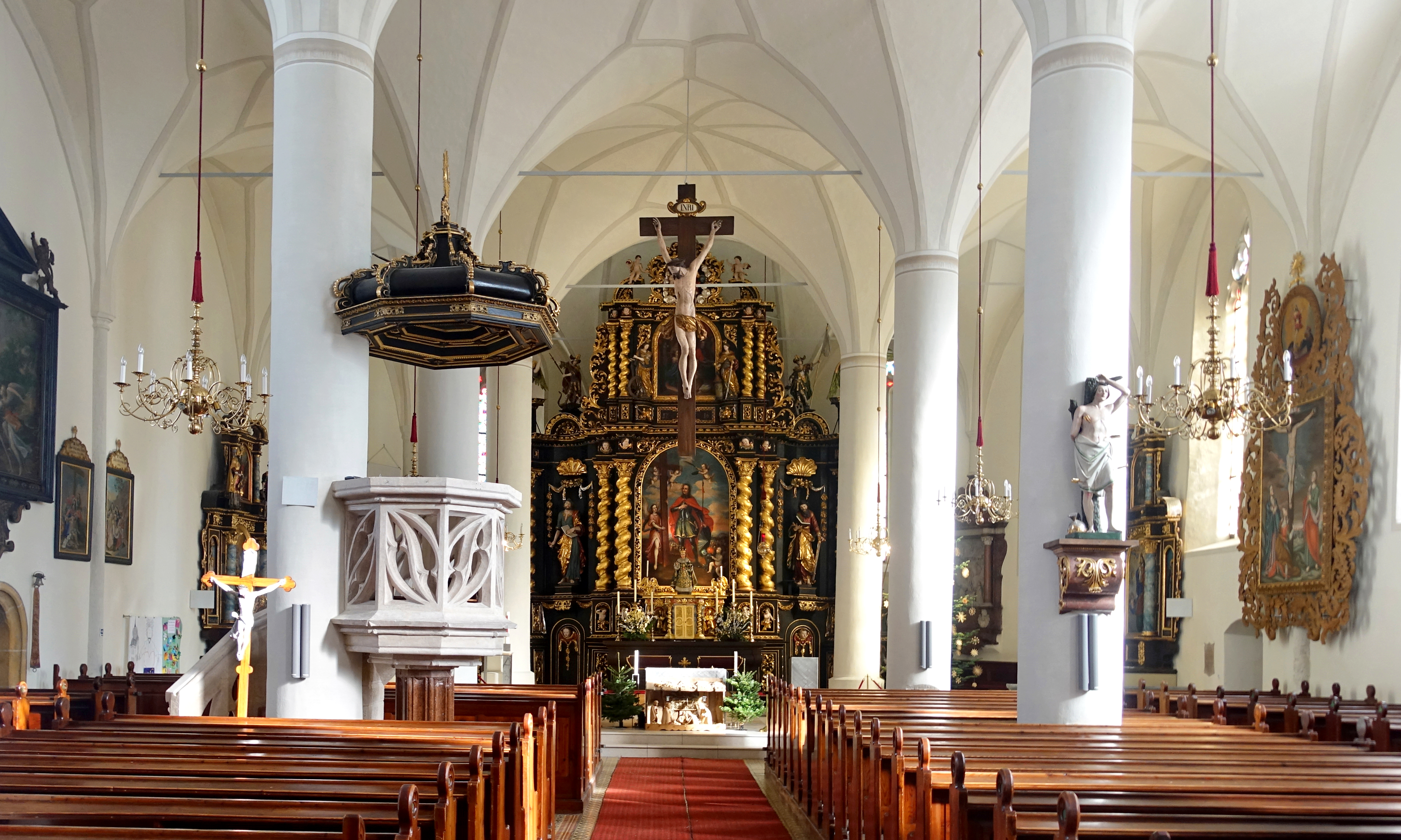
Innenansicht der Pfarrkirche

Parallel zur Einführung der Reformation in Schladming wurde von der Admonter Bauhütte in den Jahren 1522 bis 1532 unter Verwendung älterer Bauteile der spätgotische Kirchenneubau errichtet, der damit der älteste erhaltene protestantische Kirchenbau der Steiermark ist. Nach einem Brand 1741 wurde der ursprüngliche gotische Steilhelm durch einen Zwiebelhelm ersetzt und nach weiterem Brand 1814 zunächst durch ein Notdach ersetzt und 1832 sowie, nach erneutem Brand 1931, im Jahre 1937 rekonstruiert.
Die Schladminger Stadtpfarrkirche ist als spätgotische dreischiffige, fünfjochige Hallenkirche mit vorgesetztem Westturm konzipiert. Eine Besonderheit der Raumgestalt ist der in fünf Seiten des Zwölfecks gebrochene Chorumgang, der seine Vorbilder in der Wallfahrtskirche Maria Pöllauberg, der Stiftskirche St. Lambrecht und  der Stadtpfarrkirche Rottenmann besitzt. Der über Rundpfeilern gratgewölbte Kirchenraum zeigt eine aufgemalte Achtrautensternfiguration.

## Ausstattung

Epitaph des Matthias von Katzpeck von 1571

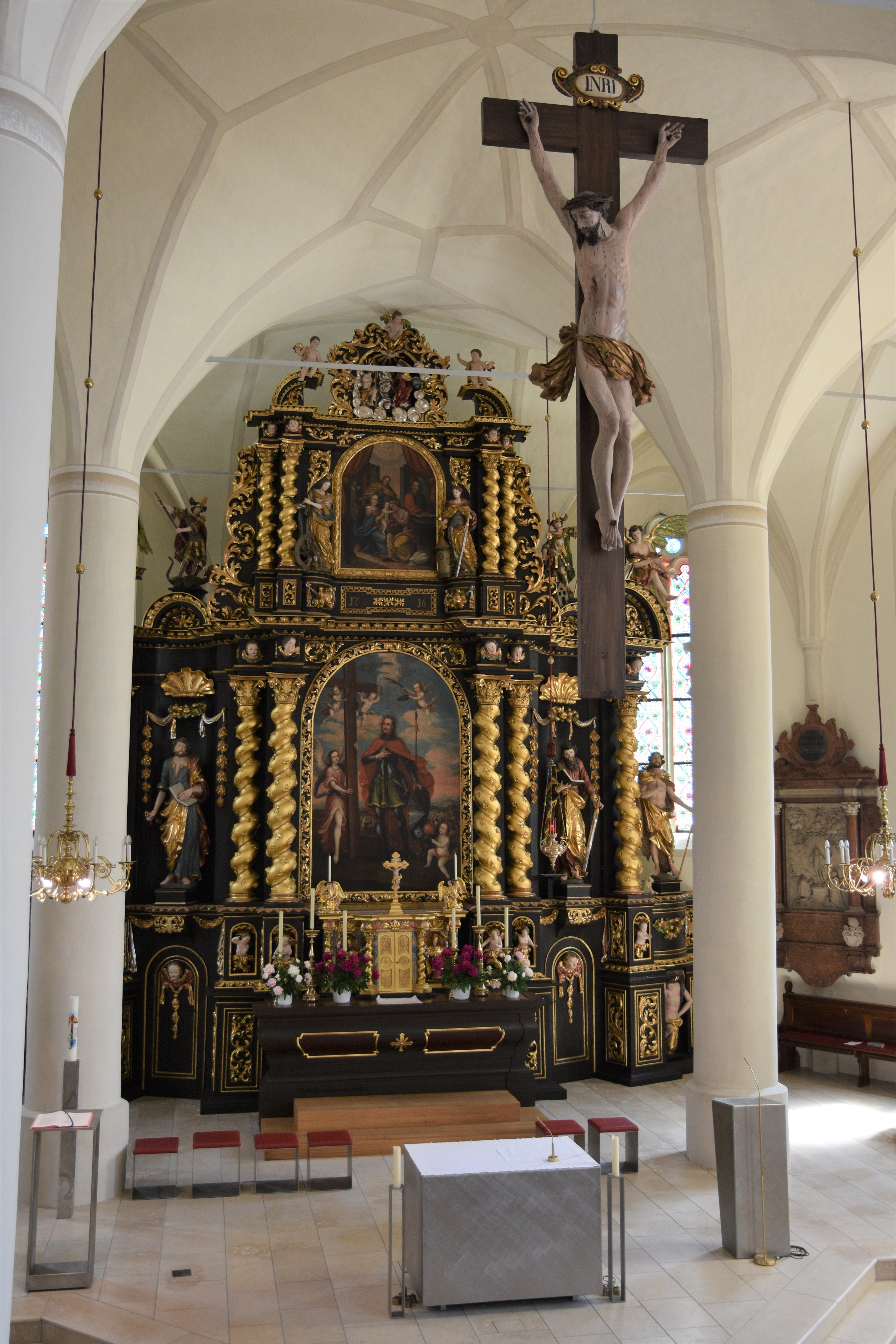
Der Hochaltar der Stadtpfarrkirche

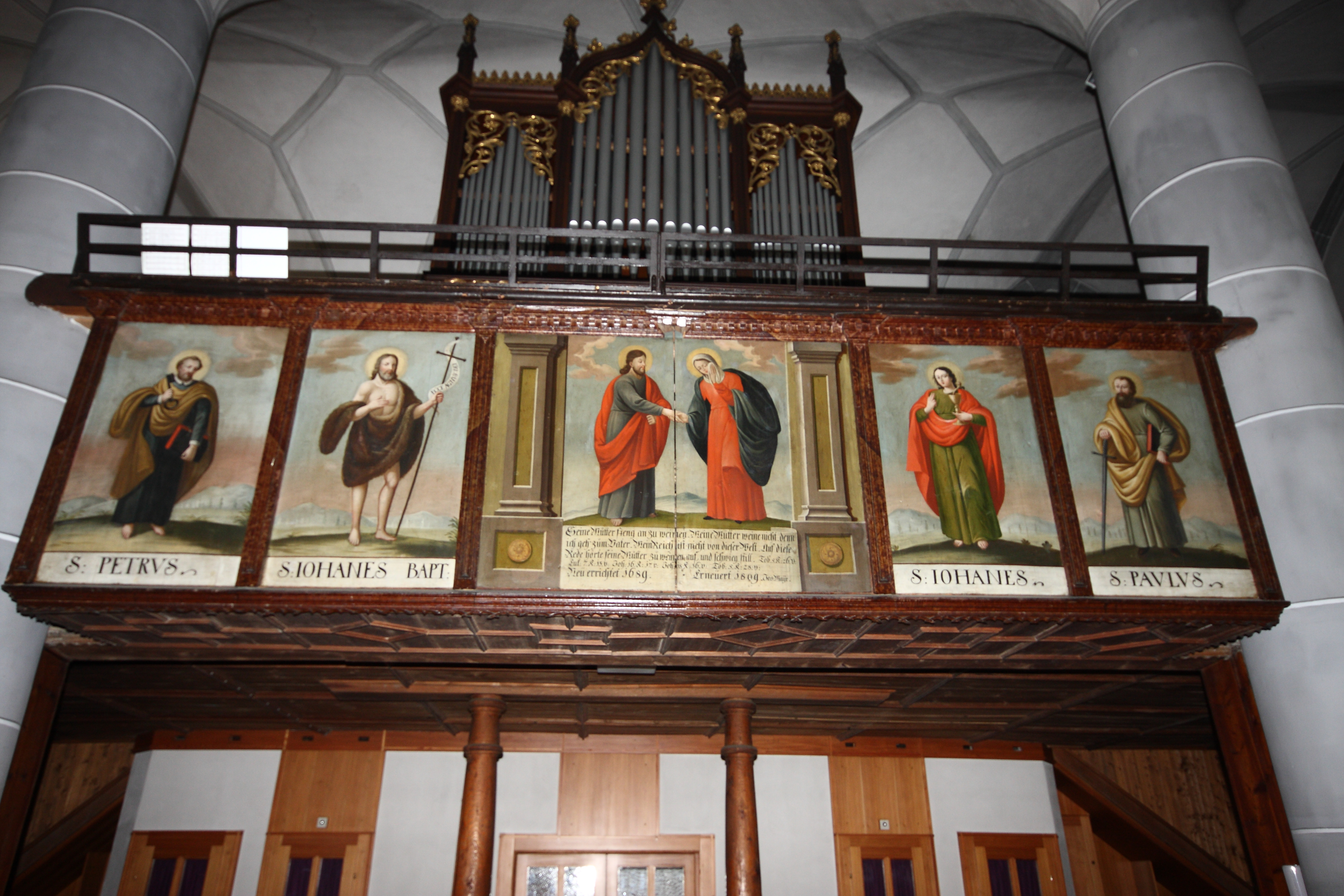
Orgel

Zur Ausstattung für den evangelischen Gottesdienst der Schladminger Stadtpfarrkirche gehören die bauzeitliche, mit Fischblasenornamentik versehene spätgotische Kanzel, das oktogonale Taufbecken aus rotem Marmor von 1571 sowie das Epitaph des Matthias von Katzpeck von 1571 mit der Darstellung der Jakobsleiter und der Grabstein des Michael von Katzpeck von 1588  mit der Darstellung der Auferstehung Christi.
Der barocken Ausstattungsphase gehört die in den Jahren 1702 bis 1704 von Peter Hafner aus Radstadt geschaffene Hochaltar an, dessen Mittelbild  den hl. Achatius zeigt. Die Statuen der Apostel Petrus und Paulus sowie des Evangelisten Johannes und Johannes des Täufers schuf der Bildhauer Martin Neuberg aus Admont.
Der von den Bergknappen gestiftete nördliche Marienkrönungsaltar zeigt im Oberbild zeigt den hl. Lukas, begleitet von den Statuen der Heiligen Nikolaus und Florian des Judenburger Bildhauers Balthasar Prandstätter, der südliche Seitenaltar ist ein Rosenkranzaltar.

### Orgel
1671 erbaute Rudolf Rabolt aus Bruck eine Orgel mit acht Registern, die 1862 von Matthäus Mauracher durch einen Neubau in gotisierendem Prospekt ersetzt wurde.  Das 2020/21 von Walter Vonbank restaurierte Werk besitzt die folgende Disposition:
| I. Manual C–f3 |                  |       |
| 01.            | Manual Untersatz | 16′   |
| 02.            | Bordun           | 16′   |
| 03.            | Principal        | 08′   |
| 04.            | Philomela        | 08′   |
| 05.            | Gamba            | 08′   |
| 06.            | Salcional        | 08′   |
| 07.            | Octav            | 04′   |
| 08.            | Flöte            | 04′   |
| 09.            | Chornett III     |       |
| 10.            | Superoctav       | 02′   |
| 11.            | Mixtur III       | 1 ⁄3‘ |

| II. Manual C–f3 |              |    |
| 12.             | Prinzipal    | 8’ |
| 13.             | Gedackt      | 8’ |
| 14.             | Dolceana     | 8’ |
| 15.             | Octav        | 4’ |
| 16.             | Aeoline      | 4′ |
| 17.             | Vox celestis | 2′ |
| 18.             | Flöte        | 4’ |
| 19.             | Flageolet    | 2’ |

| Pedal C–c1 |               |     |
| 20.        | Principalbass | 16′ |
| 21.        | Subbass       | 16′ |
| 22.        | Octavbass     | 08′ |
| 23.        | Cello         | 08′ |

- Koppeln: II/I

### Glocken
Für das Jahr 1679 sind neu gegossene Glocken erwähnt, die dem Stadtbrand von 1741 zum Opfer fielen. Nach dem Brand von 1814 fertigten Franz Xaver Gugg und sein Sohn Franz 1818 bzw. 1827 drei neue Glocken, die bei der Metallabgabe im Ersten Weltkrieg konfisziert wurden. 1918 und 1922 wurde ein Ersatzgeläut von vier Stahlglocken der Firma Gebrüder Böhler beschafft und dieses 1947 um eine fünfte Glocke der Gießerei Grassmayer in Innsbruck ergänzt. Aus dem 1818 säkularisierten Kapuzinerkloster von Bruck an der Mur stammt eine 1711 von Florentin Streckfuß in Graz gegossene Glocke.